# Sackhof (Steinach)
Sackhof ist ein Gemeindeteil der Gemeinde Steinach im niederbayerischen Landkreis Straubing-Bogen.
Die teilweise auch Saghof bezeichnete Einöde liegt einen Kilometer nördlich des Hauptorts Steinach. Ursprünglich gehörte Sackhof zur Gemeinde Agendorf, wurde aber 1956, also schon vor der Gebietsreform in Bayern, in die Gemeinde Steinach umgegliedert.

## Einwohnerentwicklung
Einschließlich der Volkszählung im Jahr 1900 wurden in Sackhof jeweils zwei Wohngebäude festgestellt, seither nur ein Gebäude mit Wohnraum.
- 1835: 0.16 Einwohner[4]
- 1860: 0.04 Einwohner[5]
- 1861: 0.06 Einwohner[6]
- 1871: 0.07 Einwohner[7]
- 1885: 0.09 Einwohner[8]
- 1900: 0.12 Einwohner[9]
- 1925: 0.13 Einwohner[10]
- 1950: 0.21 Einwohner[11]
- 1961: 0.07 Einwohner[12]
- 1970: 0.06 Einwohner[13]
- 1987: 0.06 Einwohner[1]